# Sellbytel Group
 (septembre 2014).
Si vous disposez d'ouvrages ou d'articles de référence ou si vous connaissez des sites web de qualité traitant du thème abordé ici, merci de compléter l'article en donnant les références utiles à sa vérifiabilité et en les liant à la section « Notes et références ».

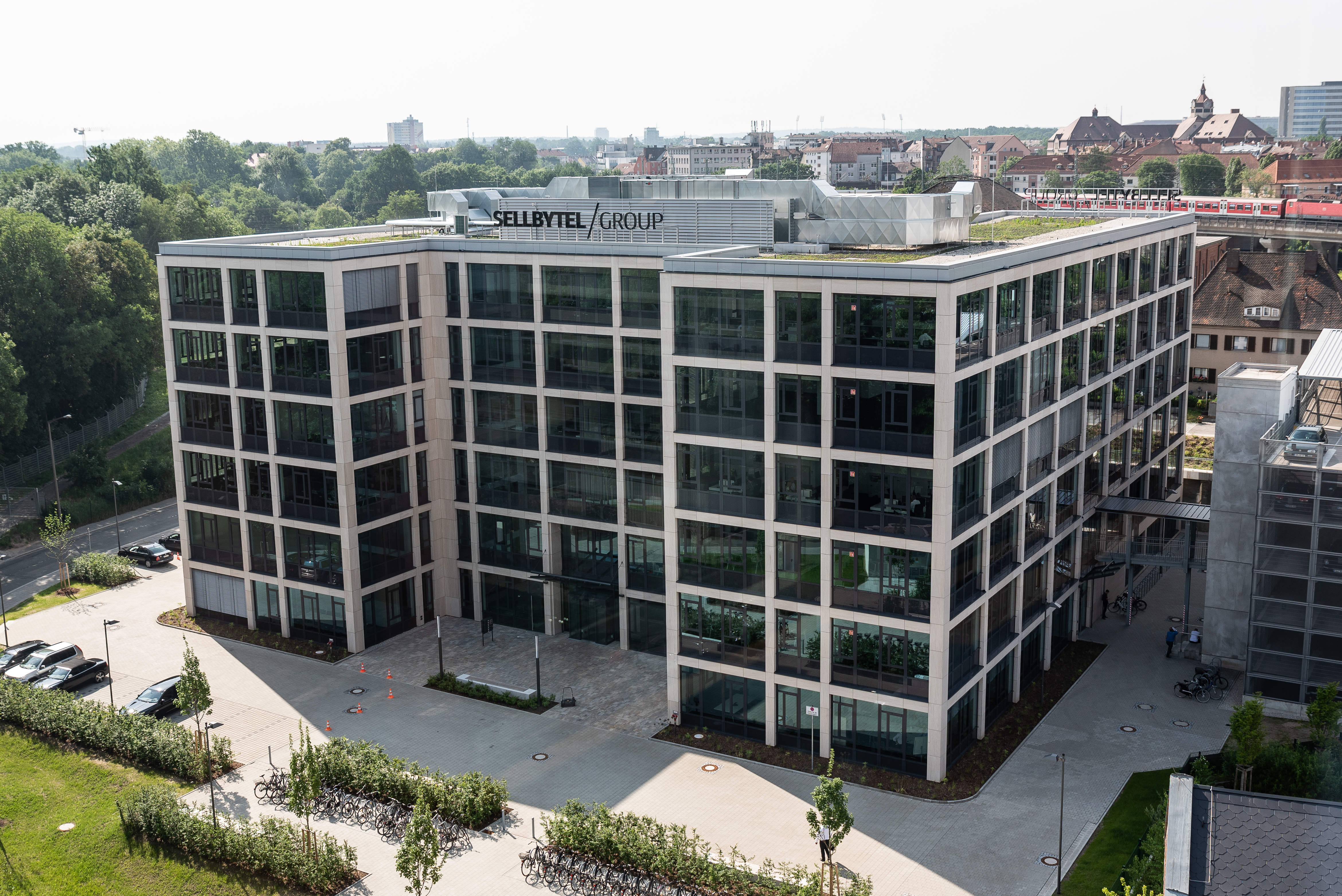
Siège Social de Sellbytel Group à Nuremberg, Allemagne.

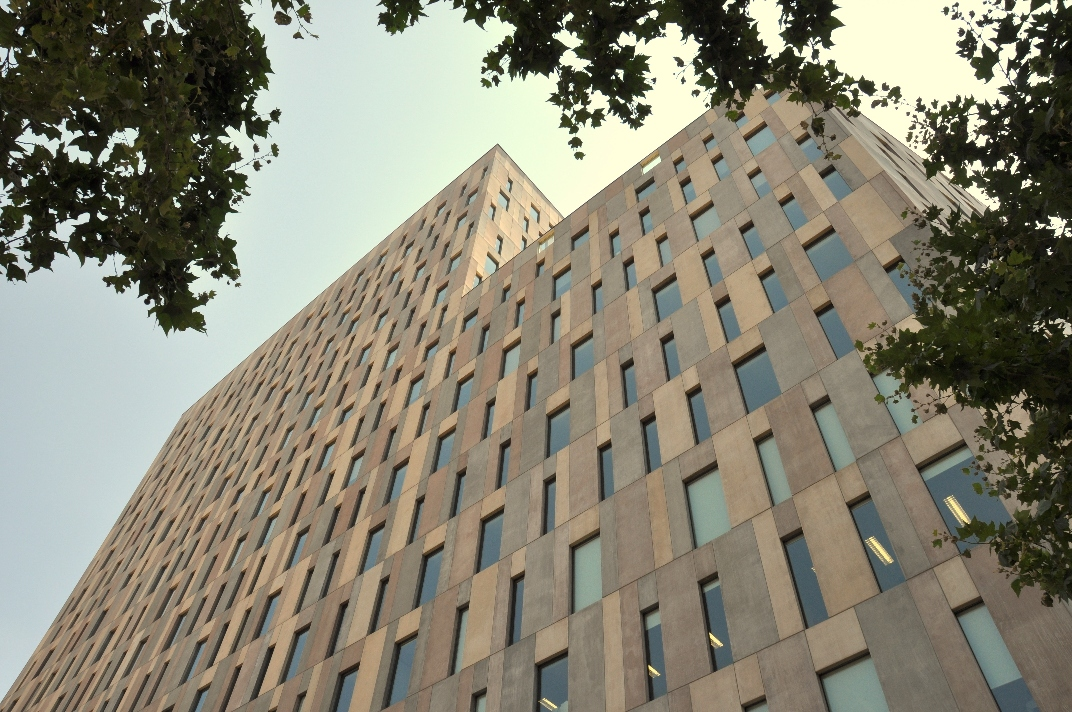
Sellbytel Group à Barcelone, Espagne.

Sellbytel Group est une entreprise internationale de sous-traitance dans les domaines de la vente et des services, avec plus de 8 500 salariés répartis sur 62 sites dans le monde. En Allemagne les sites de Sellbytel Groupe sont répartis entre Nuremberg, Erfurt, Böblingen, Düsseldorf, Munich et Berlin. Dans le monde, entre Lyon, Grenoble, Ayr, Barcelone, Lisbonne, Madrid, Prague, Moscou, Tunis, Moscow, Bratislava, Johannesburg, Bangalore, Londres, Valence et Toronto.
La marque « Sellbytel » (« sell by tel ») signifie « vendre par téléphone ».

## Historique
Michael Raum a fondé Sellbytel Group GmbH - siège social à Nuremberg, Allemagne - en 1988. En 1998 - Michael Raum a fondé la première entité Française à Lyon.
En  2000 la société Helpbycom European Help Desk Services GmbH a été créée dans le but de développer le portefeuille de services de la gamme des solutions d’assistance technique. En 2001 Sellbytel Group a ouvert un nouveau site à Barcelone en vue de diversifier son expertise linguistique.
En 2003 Sellbytel Group a élargi ses activités et fondé la société Livingbrands GmbH. Deux ans plus tard, Sellbytel Group est entré sur le marché de la communication pharmaceutique avec sa marque MedExperts.
En 2010 Sellbytel Group a poursuivi son développement par la création d’un site à Toronto pour couvrir le marché Nord-Américain. 2018 a ouvert un nouveau site à Puerto Rico et l’entreprise Invires, qui propose une solution internationale de home-office, a été fondée.
Depuis 2018 le Sellbytel Group fait partie du Webhelp Group.

## Les marques de Sellbytel Group
Sellbytel Group regroupe les entreprises ci-dessous:
- Sellbytel (Services Clients, backoffice, services marketing)
- Livingbrands (Gestion commerciale et Grands Comptes, vente indirecte,  account management, force de vente externalisée, promotion et gestion du point de vente, consulting commercial, boutique en ligne)
- Helpbycom (Assistance technique utilisateurs, assistance terrain)
- MedExperts (Support marketing medical, gestion du cycle produits, ventes directes, gestion du patient)
- Righthead (personnel temporaire, support ressources humaines, intégration des nouveaux salariés, recherche de personnel de Direction, externalisation du recrutement, chasseur de tête)
- INVIRES (solution internationale de home-office)
- aha! TALENTEXPERT

## Clients
Le Sellbytel Group est représenté mondialement sur 62 sites et propose des solutions d’outsourcing dans 45 langues et coopère avec de grandes entreprises actives au niveau mondial.